# Colineación central

Colineación central: Para cada punto se cumple que son colineales

En geometría, una colineación definida por un punto central y un hiperplano fijo se denomina colineación central (o también perspectividad). El centro es un punto del espacio proyectivo que no pertenece al hiperplano, con la propiedad de que cada recta que pasa por este punto es una recta fija de la perspectiva.
Más antiguo que el término perspectividad en el sentido de una función biyectiva que genera una autoimagen de un espacio proyectivo al menos bidimensional, es el concepto de posición de perspectiva de estructuras unidimensionales entre sí, como se puede ver en la figura de la derecha. Más modernamente, se habla de una proyección central o de una perspectiva axial. Estas aplicaciones, vinculadas con el teorema de Pascal, generalmente solo pueden generar una perspectiva de todo el espacio si este espacio es papusiano y cumple con el axioma de Fano. Dicho algebraicamente: si el espacio de mayor dimensión {\displaystyle \mathbb {P} ^{n}(K),n\geq 2} está definido sobre un cuerpo conmutativo {\displaystyle K} con una característica {\displaystyle \operatorname {char} (K)\neq 2}. Hasta la segunda mitad del siglo XIX (implícitamente, porque por entonces se desarrolló la axiomática de los números reales) solo se había estudiado la geometría proyectiva real a lo sumo tridimensional (como geometría de posición). En consecuencia, la condición de perspectiva y la perspectividad no están claramente diferenciadas en la bibliografía más antigua y, a menudo, se hace referencia a ellas indistintamente.

La configuración inicial del teorema de Desargues era un caso típico de perspectividad en la geometría de posición: los triángulos coloreados y están en posición de perspectiva entre sí como se ve desde el punto. Entonces, existe una perspectiva (central) que relaciona entre sí los puntos con comilla y sin comilla. Si se cumple el teorema de Desargues, entonces los triángulos también están en perspectiva entre sí, vistos desde el eje. En consecuencia, existe exactamente una perspectiva (en el sentido de la nueva geometría proyectiva) de todo el plano, que asigna a cada punto del plano su correspondiente punto en perspectiva

En geometría sintética, el término perspectiva plana (sobre el plano proyectivo) se define independientemente del término proyectividad: una perspectiva es una colineación (proyectiva) con un centro y una recta fija (como eje). Para planos proyectivos, el término es sinónimo del término colineación central-axial.
La definición de la geometría sintética para los planos proyectivos desarguesianos (los planos que también pueden entenderse como espacios proyectivos bidimensionales en el sentido de la geometría analítica) equivale a su definición como proyectividades con centro y eje, lo que permite generalizar el concepto de proyectividad a casos no desarguesianos.

## Definiciones

### Perspectividad en un espacio desarguesiano
Sea {\displaystyle K} un espacio desarguesiano, {\displaystyle n\in \mathbb {N} ,\;n\geq 2} y {\displaystyle \mathbb {P} ^{n}(K)} el espacio proyectivo {\displaystyle n}-dimensional sobre {\displaystyle K}. Entonces, una proyectividad {\displaystyle \pi :\mathbb {P} ^{n}(K)\rightarrow \mathbb {P} ^{n}(K)} se denomina perspectiva proyectiva si se cumple una de las siguientes condiciones equivalentes:
1. Existe un punto {\displaystyle Z\in \mathbb {P} ^{n}(K)} tal que cada recta de {\displaystyle g} a {\displaystyle Z} es una recta fija de {\displaystyle \pi }, por lo que se aplica {\displaystyle \pi (g)=g}.
2. Existe un hiperplano de puntos fijos,[2] el eje {\displaystyle H} de {\displaystyle \pi }, es decir, un subespacio proyectivo {\displaystyle (n-1)}-dimensional {\displaystyle H<\mathbb {P} ^{n}(K)}, tal que la restricción {\displaystyle \left.\pi \right|_{H}} es la función identidad de {\displaystyle H}.

### Perspectividad en un plano proyectivo
Sea {\displaystyle {\mathfrak {P}}} un plano proyectivo. Entonces, una colineación {\displaystyle \kappa :{\mathfrak {P}}\rightarrow {\mathfrak {P}}} se llama perspectiva proyectiva si se cumple una de las siguientes condiciones: equivalentes:
1. Existe un punto {\displaystyle Z\in {\mathfrak {P}}} tal que cada recta de {\displaystyle g} a {\displaystyle Z} es una recta fija de {\displaystyle \kappa }, por lo que se aplica {\displaystyle \kappa (g)=g}.
2. Existe una recta de puntos fijos {\displaystyle h} de {\displaystyle \kappa }, es decir, una recta del plano {\displaystyle {\mathfrak {P}}}, de modo que la restricción {\displaystyle \left.\kappa \right|_{h}} es la aplicación identidad de {\displaystyle h}.

### Conexión de las definiciones
Un plano proyectivo desarguesiano es siempre isomorfo a un espacio proyectivo bidimensional {\displaystyle \mathbb {P} ^{2}(K)} sobre un cuerpo oblicuo {\displaystyle K} que está determinado únicamente por el plano hasta el isomorfismo. Una colineación de dicho espacio ya es verdadera para la doble razón si no cambian las razones inarmónicas para los puntos en una recta proyectiva (véase el artículo colineación). Dado que una perspectividad es una colineación con una recta de punto fijo, inicialmente es fiel a la doble razón para esta recta y, por lo tanto, en general, es por lo tanto una proyectividad.

### Proyectividad en un plano no desarguesiano
En geometría sintética se define:
Sea {\displaystyle {\mathfrak {P}}} un plano proyectivo arbitrario. Entonces una aplicación {\displaystyle \kappa :{\mathfrak {P}}\rightarrow {\mathfrak {P}}} se llama proyectividad si puede representarse como una composición de un número finito de perspectivas.
Como composición de colineaciones especiales, una imagen como {\displaystyle \kappa } también es, por supuesto, una colineación, especialmente por ser una función biyectiva. En un plano desarguesiano, por ser perspectivo, se mantiene la razón doble entre puntos. Se puede demostrar que una colineación que mantienen la razón doble siempre puede representarse mediante una cadena de perspectivas, y que nunca es necesario encadenar más de tres perspectivas.
Esto significa que las definiciones de álgebra lineal y geometría sintética para planos desarguesianos son equivalentes.
Téngase en cuenta, sin embargo, que la concatenación de dos perspectivas generalmente no es una perspectiva.

## Planos perspectivos
- Cada colineación en el plano afín claramente se puede continuar hasta una colineación en su conclusión proyectiva. Entonces, el punto del infinito forma parte de una recta fija de colineación proyectiva. Por el contrario, una colineación en un plano proyectivo corresponde a una colineación del plano afín, que se crea cortando el plano proyectivo si la colineación se corta en una recta fija.
- Los términos generalizados afinidad y proyectividad (véase arriba) de la geometría sintética son compatibles: una colineación de un plano proyectivo con (al menos) una recta fija es una proyectividad si y solo si su restricción a una colineación en un plano afín es una afinidad; y si y solo si su continuación en la terminación proyectiva del plano es una proyectividad. Sin embargo, también existen proyectividades sin recta fija.
- Una colineación de un plano proyectivo se llama colineación axial si existe una recta {\displaystyle a} de la colineación que sea de puntos fijos, es decir, la restricción de la colineación en cuestión a {\displaystyle a} es la función identidad de la recta. En este caso, {\displaystyle a} se denomina eje de la colineación axial.
- Una colineación de un plano proyectivo se denomina colineación central si existe un punto {\displaystyle Z} tal que cada recta que pasa por {\displaystyle Z} es una recta fija de la colineación. Esto significa que {\displaystyle Z} también es automáticamente un punto fijo de la colineación y se denomina centro de la colineación.

### Propiedades y denominaciones
- Los términos colineación axial y colineación central son duales entre sí.
- Una colineación no idéntica tiene como máximo un centro y como máximo un eje.[6]
- Una colineación es central si y solo si es axial.[3]
  - Una colineación central o axial (y por lo tanto ambas) también se denomina colineación central-axial[7] o perspectiva plana.
- Para una perspectiva que no sea la identidad, se aplica:[3]

1. El conjunto de puntos fijos se compone exactamente del conjunto de puntos del eje junto con el centro.
2. El conjunto de rectas fijas consta exactamente del eje junto con todas las rectas que pasan por el centro.
3. Está determinada únicamente por su eje, su centro, y un par de puntos homólogos (que no sean ni del eje ni el centro).

- El conjunto de colineaciones centrales con centro fijo forma un subgrupo del grupo proyectivo.
- El conjunto de colineaciones axiales con eje fijo {\displaystyle a} forma un subgrupo del grupo proyectivo.
  - El conjunto de colineaciones centro-axiales centradas en el eje fijo {\displaystyle a} forma un subgrupo de este último grupo.

### Construcción, existencia y unicidad de la imagen

Construcción de imágenes con una perspectiva plana desde su eje ; su centro (ambos en azul); y una pareja de puntos homólogos dados (un punto y su imagen)

Para construir una perspectiva plana se pueden dar como datos el eje {\displaystyle a} y el centro {\displaystyle Z} (de color azul en la figura de la derecha); y además, un punto {\displaystyle A_{1}} (que no está en el eje y no coincide con el centro), y su punto imagen {\displaystyle A_{2}}, que debe estar alineado con {\displaystyle A_{1}+Z} porque es una recta fija por definición de la perspectiva.
Dado otro punto cualquiera {\displaystyle B_{1}}, para hallar su imagen {\displaystyle B_{2}}, basta seguir el procedimiento siguiente:
1. Se traza la recta que conecta {\displaystyle B_{1}} con otro punto {\displaystyle B_{1}+A_{1}}; que corta al eje {\displaystyle a} en un punto fijo {\displaystyle F}.
2. La imagen de la recta {\displaystyle B_{1}+A_{1}=A_{1}+F} es la recta {\displaystyle A_{2}+F}.
3. La recta de conexión {\displaystyle B_{1}+Z} es una recta fija.
4. La imagen de {\displaystyle B_{1}} bajo la perspectiva es {\displaystyle B_{2}}, la intersección de la recta fija {\displaystyle B_{1}+Z} trazada en el paso 3) y la recta {\displaystyle A_{2}+F} hallada en el paso 2).

Casos especiales:
- Si el punto {\displaystyle B_{1}} se encuentra en la recta fija {\displaystyle A_{1}+A_{2}=A_{1}+Z}, primero se debe construir la imagen {\displaystyle H_{2}} de un punto auxiliar {\displaystyle H_{1}} fuera de la recta fija y el eje de acuerdo con el texto de construcción especificado. Este par de puntos auxiliares se puede utilizar luego para la construcción.
- La descripción del diseño también se puede aplicar cuando el centro {\displaystyle Z} está en el eje {\displaystyle a}.

Unicidad y existencia:

Las especificaciones son las indicadas anteriormente: ¿Cuándo existe una colineación clara con la recta de punto fijo {\displaystyle a} y el punto fijo {\displaystyle Z} que asigna el punto {\displaystyle A_{1}} a {\displaystyle A_{2}\in (A_{1}+Z)}? Se supone que {\displaystyle A_{1},A_{2}\not \in a;\;Z\not \in \{A_{1},A_{2}\}}, pero no que {\displaystyle A_{1}\neq A_{2}} inicialmente.
- Si existe tal colineación, es axial porque tiene una recta de punto fijo, por lo que es una perspectiva. Por lo tanto, también debe tener un centro y éste solo puede ser {\displaystyle Z} (o la colineación es la aplicación idéntidad), ya que {\displaystyle A_{1}+Z} es una recta fija. El texto de construcción lo deja claro: ¡No puede haber otra colineación que cumpla con los requisitos!
- En particular, la colineación para {\displaystyle A_{1}=A_{2}} existe y, por lo tanto, es la aplicación identidad.
- Suficiente para que exista en el caso {\displaystyle A_{1}\neq A_{2}} es que el par {\displaystyle (Z,a)} esté contenido en los casos de Lenz-Barlotti del plano.
- Existe una colineación para cada par de {\displaystyle (Z,a);Z\in a} y cada par de {\displaystyle (A_{1},A_{2})} de puntos diferentes con {\displaystyle Z\in (A_{1}+A_{2}),\,Z\not \in \{A_{1},A_{2}\},\,A_{1},A_{2}\not \in a} si y solo si el plano proyectivo es un plano de Moufan, es decir, pertenece a la clase VII de Lenz.
- Exactamente entonces existe una colineación para cualquier par {\displaystyle (Z,a)} y cualquier par {\displaystyle (A_{1},A_{2})} de puntos diferentes con {\displaystyle Z\in (A_{1}+A_{2}),\,Z\not \in \{A_{1},A_{2}\},\,A_{1},A_{2}\not \in a} si el plano proyectivo es desarguesiano, es decir, pertenece a la clase VII.2 de Lenz-Barlotti.
- Un caso especial es el plano de Fano, el modelo mínimo de un plano proyectivo que tiene exactamente tres puntos en cada recta. Es un plano desarguesiano e incluso pappiano y aquí se cumple la condición antes mencionada: toda colineación con un eje {\displaystyle a} y un punto fijo {\displaystyle Z\not \in a} fuera del eje es una aplicación identidad, ya que para un punto {\displaystyle A_{1}\not \in \{Z\}\cup a} no existe un punto imagen diferente de {\displaystyle A_{1}} en {\displaystyle (Z+A_{1})\setminus (\{Z\}\cup a)=\{A_{1}\}}.

### Terminología
Al seleccionar un sistema de coordenadas proyectivo en un plano, se genera una perspectiva plana, en la que se elige implícitamente una recta del infinito, formada por los puntos impropios del sistema perspectivo. En función de la relación del centro y del eje de la perspectiva con esta recta del infinito, se tienen los casos especiales siguientes:
- Centro impropio: se genera una colineación axial cuando el centro está en la recta del infinito, pero el eje no está en la recta del infinito (también denominada afinidad homológica).
- Eje impropio: se genera una colineación central cuando el eje es la recta del infinito, pero el centro no es un punto de la recta del infinito (también denominada homotecia).
- Centro y eje impropios: se genera una traslación (proyectiva) cuando el eje es la recta del infinito y el centro es un punto de la recta del infinito.

La motivación para fijar esta terminología queda clara en los ejemplos relacionados a continuación.

### Ejemplos
Al especificar el eje y el centro en los siguientes ejemplos, siempre se supone que la colineación considerada no es la identidad en el plano.
- En cualquier plano de incidencia afín, una traslación equivale a una perspectiva en la que el eje es la recta del infinito y el centro uno de sus puntos.
- En cualquier plano de incidencia afín, una homotecia equivale a una perspectiva en la que el eje es la recta del infinito, y el centro es un punto fijo afín (si dicho punto fijo existe como un punto real; de lo contrario, la homotecia también es una traslación).
- En un plano desarguesiano, una homotecia es una colineación central. El centro aquí es el centro del escalado, y el eje es nuevamente la recta del infinito.
- En un plano desarguesiano, la interpretación proyectiva de un cizallamiento es una colineación central-axial: el eje es la recta de puntos fijos de la afinidad, y el centro es un punto del infinito.
- En un plano de desarguesiano que satisface el axioma de Fano, la interpretación proyectiva de una reflexión oblicua es una colineación central-axial: el eje es el eje de reflexión, y el centro viene marcado por la dirección en la que tiene lugar la reflexión.
- Por otro lado, la interpretación proyectiva de una rotación en el plano euclídeo solo es una perspectiva si la rotación se produce en un múltiplo de 180°; es una reflexión respecto a un punto; o es la identidad. Dado que cada rotación del plano euclídeo se puede descomponer mediante dos reflexiones oblicuas especiales respecto al eje vertical, la interpretación proyectiva de las rotaciones proporciona ejemplos de proyectividades que no son perspectivas.